# Women's All-Island Cup 2025
Navigation
Édition précédente Édition suivante
La Women's All-Island Cup 2025 est la troisième édition de la compétition. Elle met aux prises seize équipes issues des deux pays et désignés par leur fédération.
Elle se déroule entre avril et juin 2025 en Irlande et en Irlande du Nord. 

## Organisation
La troisième édition de la Women's All-Island Cup est programmée entre avril et août et se positionne donc au début du championnat pour l'Irlande et avant le commencement de celui de l'Irlande du Nord.
Le format général ne change pas avec 16 équipes désignées par les deux fédérations :
- Les douze équipes participantes au championnat d'Irlande féminin de football 2025. Le Waterford Ladies participe pour la toute première fois à la compétition puisqu'elle vient d'intégrer le championnat irlandais.
- Quatre équipes participantes au Championnat d'Irlande du Nord féminin de football 2025. La fédération nord-irlandaise a désigné les quatre premières du championnat 2024 pour représenter l'Irlande du Nord. Les trois premières sont des habituées de la compétition puisqu'elles ont participé aux deux premières éditions. Mais la quatrième est une nouvelle venue : le Lisburn Rangers Ladies FC & Girls Academy[1].

Les seize équipes sont réparties en quatre poule de quatre équipes. Il y a au moins une équipe d'Irlande du Nord par poule. Les équipes disputent une rencontre contre chacune de leurs trois adversaires, soit à domicile, soit à l'extérieur. Les deux premières de chaque poule sont qualifiées pour les quarts de finales.
Un tirage au sort détermine les quatre poules et l'ordre des matchs.

## Compétition
| Groupe A      | Groupe B        | Groupe C        | Groupe D      |
| ------------- | --------------- | --------------- | ------------- |
| Bohemian FC   | DLR Waves       | Cliftonville FC | Athlone Town  |
| Linfield FC   | Lisburn Rangers | Cork City       | Glentoran FC  |
| Shelbourne FC | Shamrock Rovers | Galway United   | Treaty United |
| Sligo Rovers  | Wexford Youths  | Peamount United | Waterford FC  |

### Premier tour
La compétition commence le vendredi 25 avril 2025.

#### Groupe A
| Rang | Équipe        | Pts | J | G | N | P | Bp | Bc | Diff |  | Résultats (▼ dom., ► ext.) | SHE | BOH | LIN | SLI |
| ---- | ------------- | --- | - | - | - | - | -- | -- | ---- |  | -------------------------- | --- | --- | --- | --- |
| 1    | Shelbourne FC | 7   | 3 | 2 | 1 | 0 | 11 | 2  | +9   |  | Shelbourne FC              |     |     | 5-1 |     |
| 2    | Bohemian FC   | 3   | 3 | 0 | 3 | 0 | 4  | 4  | 0    |  | Bohemian FC                | 1-1 |     | 2-2 |     |
| 3    | Linfield FC   | 2   | 3 | 0 | 2 | 1 | 4  | 8  | -4   |  | Linfield FC                |     |     |     | 1-1 |
| 4    | Sligo Rovers  | 2   | 3 | 0 | 2 | 1 | 2  | 7  | -5   |  | Sligo Rovers               | 0-5 | 1-1 |     |     |

#### Groupe B
| Rang | Équipe          | Pts | J | G | N | P | Bp | Bc | Diff |  | Résultats (▼ dom., ► ext.) | WEX | SHA | LIS | DLR |
| ---- | --------------- | --- | - | - | - | - | -- | -- | ---- |  | -------------------------- | --- | --- | --- | --- |
| 1    | Wexford Youths  | 6   | 3 | 2 | 0 | 1 | 8  | 2  | +6   |  | Wexford Youths             |     | 1-2 |     |     |
| 2    | Shamrock Rovers | 6   | 3 | 2 | 0 | 1 | 8  | 3  | +5   |  | Shamrock Rovers            |     |     | 0-2 | 6-0 |
| 3    | Lisburn Rangers | 6   | 3 | 2 | 0 | 1 | 4  | 6  | -2   |  | Lisburn Rangers            | 0-5 |     |     |     |
| 4    | DLR Waves       | 0   | 3 | 0 | 0 | 3 | 1  | 10 | -9   |  | DLR Waves                  | 0-2 |     | 1-2 |     |

Malgré une victoire de prestige 0-2 à Tallaght sur les Shamrock Rovers Ladies les Lisburn Rangers sont éliminées de la compétition en terminant à la troisième place.

#### Groupe C
| Rang | Équipe          | Pts | J | G | N | P | Bp | Bc | Diff |  | Résultats (▼ dom., ► ext.) | GAL | PEA | CLI | COR |
| ---- | --------------- | --- | - | - | - | - | -- | -- | ---- |  | -------------------------- | --- | --- | --- | --- |
| 1    | Galway United   | 7   | 3 | 2 | 1 | 0 | 5  | 2  | +3   |  | Galway United              |     |     | 2-1 | 2-0 |
| 2    | Peamount United | 5   | 3 | 1 | 2 | 0 | 4  | 1  | +3   |  | Peamount United            | 1-1 |     |     |     |
| 3    | Cliftonville FC | 2   | 3 | 0 | 2 | 1 | 4  | 5  | -1   |  | Cliftonville FC            |     | 0-0 |     | 3-3 |
| 4    | Cork City       | 1   | 3 | 0 | 1 | 2 | 3  | 8  | -5   |  | Cork City                  |     | 0-3 |     |     |

#### Groupe D
| Rang | Équipe        | Pts | J | G | N | P | Bp | Bc | Diff |  | Résultats (▼ dom., ► ext.) | GLN | TRE | ATH | WAT |
| ---- | ------------- | --- | - | - | - | - | -- | -- | ---- |  | -------------------------- | --- | --- | --- | --- |
| 1    | Glentoran FC  | 7   | 3 | 2 | 1 | 0 | 7  | 3  | +4   |  | Glentoran FC               |     |     | 1-0 |     |
| 2    | Treaty United | 5   | 3 | 1 | 2 | 0 | 3  | 2  | +1   |  | Treaty United              | 2-2 |     |     | 0-0 |
| 3    | Athlone Town  | 3   | 3 | 1 | 0 | 2 | 4  | 2  | +2   |  | Athlone Town               |     | 0-1 |     | 4-0 |
| 4    | Waterford FC  | 1   | 3 | 0 | 1 | 2 | 1  | 8  | -7   |  | Waterford FC               | 1-4 |     |     |     |

### Phase finale
Les deux premières de chaque groupe sont qualifiées pour les quarts de finale. Ces qualifiées sont pour le groupe A Shelbourne Ladies et Bohemian Women, pour le groupe B Wexford Youths WFC et Shamrock Rovers, pour le groupe C Galway United et Peamount United et pour le groupe D Glentoran Womens et Treaty United. Une seule équipe sur les huit est nord-irlandaise.
|  | Quarts de finale                | Quarts de finale |                   |       | Demi-finales | Demi-finales |  |  | Finale | Finale |
|  | Quarts de finale                | Quarts de finale |                   |       | Demi-finales | Demi-finales |  |  | Finale | Finale |
|  |                                 |                  |                   |       |              |              |  |  |        |        |
|  | 5 juillet                       | 5 juillet        |                   |       | 26 juillet   | 26 juillet   |  |  | .      | .      |
|  | 5 juillet                       | 5 juillet        |                   |       | 26 juillet   | 26 juillet   |  |  | .      | .      |
|  | Galway United                   | 3                |                   |       | 26 juillet   | 26 juillet   |  |  | .      | .      |
|  | Galway United                   | 3                |                   |       | 26 juillet   | 26 juillet   |  |  | .      | .      |
|  | Shamrock Rovers Ladies          | 1                |                   |       | 26 juillet   | 26 juillet   |  |  | .      | .      |
|  | Shamrock Rovers Ladies          | 1                | Galway United     | 0     |              |              |  |  | .      | .      |
|  | 5 juillet                       |                  | Galway United     | 0     |              |              |  |  | .      | .      |
|  |                                 | Wexford FC       | 1                 |       |              |              |  |  | .      | .      |
|  | Wexford FC                      | Wexford FC       | 1                 | 1     |              |              |  |  | .      | .      |
|  | Wexford FC                      |                  |                   | 1     |              |              |  |  | .      | .      |
|  | Peamount United                 | 0                |                   |       |              |              |  |  | .      | .      |
|  | Peamount United                 | 0                | Wexford FC        |       |              |              |  |  |        |        |
|  | 5 juillet, Tolka Park           |                  |                   |       |              |              |  |  |        |        |
|  |                                 | Bohemian Women   |                   |       |              |              |  |  |        |        |
|  | Shelbourne Ladies               | 6                |                   |       |              |              |  |  |        |        |
|  | Shelbourne Ladies               | 6                | 26 juillet        |       |              |              |  |  |        |        |
|  | Treaty United                   | 0                |                   |       |              |              |  |  |        |        |
|  | Treaty United                   | 0                | Shelbourne Ladies | 2 (5) |              |              |  |  |        |        |
|  | 5 juillet, Blanchflower Stadium |                  | Shelbourne Ladies | 2 (5) |              |              |  |  |        |        |
|  |                                 | Bohemian Women   | 2 (6)             |       |              |              |  |  |        |        |
|  | Glentoran Women's               | Bohemian Women   | 2 (6)             | 1     |              |              |  |  |        |        |
|  | Glentoran Women's               |                  |                   | 1     |              |              |  |  |        |        |
|  | Bohemian Women                  | 3                |                   |       |              |              |  |  |        |        |
|  | Bohemian Women                  | 3                |                   |       |              |              |  |  |        |        |

#### Demi-finales
Les demi-finales opposent quatre équipes issues du championnat irlandais. La dernière équipe nord-irlandaise a été éliminée en quart de finale. Trois de ces quatre équipes étaient déjà présentes l'année dernière en demi-finale. La nouveauté est donc le Bohemian Women.
| Demi-finale 1         | Bohemian Women                             | 2 - 2 | Shelbourne FC                                    | Dalymount Park |  |
| 26 juillet 2025 16:00 | Alannah McEvoy 37e · Roisin McGovern 90+8e | (1-1) | Mackenzie Anthony 9e (pen.) · Pearl Slattery 58e |                |  |
| 26 juillet 2025 16:00 | Tirs au but 6-5                            |       |                                                  |                |  |

| Demi-finale 2         | Galway United | 0 - 1 | Wexford FC       | Eamonn Deacy Park |  |
| 26 juillet 2025 17:00 |               | (0-0) | Ellen Molloy 62e |                   |  |